# Tom London
Tom London (Louisville, Kentucky, 24 de agosto de 1889 – Hollywood, Califórnia, 5 de dezembro de 1963), nascido Leonard Clapham, foi um ator de cinema estadunidense que estabeleceu o recorde de presença em filmes, de acordo com "The Guinness Book of Movie Records", tendo participado de cerca de 2000 filmes.

## Biografia
London estreou em 1915, no Western Lone Larry, sob seu nome verdadeiro. Em 1925, após haver trocado de nome, trabalhou em vários filmes do cinema mudo, usando definitivamente o nome "Tom London". O primeiro filme sob o novo nome foi Winds of Chance, um filme sobre a Primeira Guerra Mundial, em que personificava o "Sargento Rock". London é creditado em diversos impressos de '"The Great Train Robbery" ("O Grande Roubo do Trem") de 1903, o primeiro filme do gênero e o primeiro que conta uma história completa, porém só tinha 14 anos na época, o que torna improvável sua participação naquele filme.
London apareceu em muitos shows de TV nos anos 1950. Seu último filme foi Underworld U.S.A., em 1961.
London morreu na Califórnia e foi enterrado no Forest Lawn Memorial Park Cemetery, em Glendale, Califórnia.

## Filmografia parcial
- The Sheepman (1958)
- Rancho Notorious (1952; não-creditado)
- High Noon  (1952)
- Cody of the Pony Express (1950)
- Marshal of Cripple Creek (1947)
- Jesse James Rides Again (1947)
- Son of Zorro (1947)
- The Phantom Rider (1946) – seriado da Republic Pictures
- King of the Forest Rangers (1946)
- Conquest of Cheyenne (1946)
- Earl Carroll Vanities (1945)
- Federal Operator 99 (1945)
- Dakota (1945)
- Zorro's Black Whip (1944)
- The Fighting Seabees (1944, não-creditado)
- The Tiger Woman (1944) – seriado da Republic Pictures
- The Batman (1943)
- Wild Horse Stampede (1943)
- The Masked Marvel (1943) - seriado
- Daredevils of the West (1943) – seriado da Republic Pictures
- The Valley of Vanishing Men - seriado, 1942
- Perils of the Royal Mounted - seriado, 1942
- Spy Smasher (1942)
- The Secret Code (1942) - seriado. Não-creditado.
- The Spider Returns (1941)
- The Green Archer (seriado, 1940)
- Junior G-Men (seriado, 1940)
- Winners of the West (seriado, 1940)
- The Shadow (seriado, 1940)
- Deadwood Dick (seriado, 1940)
- The Oregon Trail (seriado, 1939)
- The Night Riders (1939)
- The Fighting Devil Dogs (1938)
- The Spider's Web (seriado, 1938)
- Santa Fe Stampede (1938)
- The Lone Ranger (1938) - seriado
- The Great Adventures of Wild Bill Hickok (1938) - seriado
- Radio Patrol - seriado, 1937
- The Mysterious Pilot - seriado (1937)
- Jungle Menace (seriado, 1937)
- Zorro Rides Again (1937)
- The Phantom Rider (1936)
- The Roaring West (seriado, 1935)
- The Fighting Marines (1935)
- The Miracle Rider (1935)
- The Vanishing Shadow (1934)
- Mystery Mountain (1934) - seriado
- The Perils of Pauline (seriado, 1933)
- The Wolf Dog (seriado, 1933)
- The Phantom of the Air (1933) - seriado
- Clancy of the Mounted (seriado, 1933)
- The Whispering Shadow (seriado, 1933)
- Gordon of Ghost City (seriado, 1933)
- The Lost Special (1932) - seriado
- The Galloping Ghost (1931) – seriado
- Dr. Jekyll and Mr. Hyde (O Médico e o Monstro) (1931) (Paramount)
- Dishonored (1931) (Paramount)
- The Secret Six (A Guarda Secreta) (1931) (MGM)
- Queen of the Northwoods (1929)
- The Black Watch (1929)
- The Yellow Cameo (seriado, 1928)
- The Mystery Rider (seriado, 1928)
- The Spider's Net (1927), seriado construído com cenas de arquivo.[2]
- The Return of the Riddle Rider (1927)
- The Golden Stallion (1927)
- King of the Kings (O Rei dos Reis) (1927)
- Snowed In (1926) - seriado
- The Bar-C Mystery (1926)
- To the Last Man (1923)
- The Social Buccaneer (1923)
- Nan of the North (1921)
- 'In Wrong' Wright (1920)
- Masked (1920)
- Wolf Tracks (1920)
- His Nose in the Book (1920)
- The Lion Man (1919) – seriado
- The Lion's Claw (1918)
- Liberty, A Daughter of the USA (1916)